# Eudejeania atrata
Eudejeania atrata är en tvåvingeart som först beskrevs av Guérin-Méneville 1844.  Eudejeania atrata ingår i släktet Eudejeania och familjen parasitflugor.
Artens utbredningsområde är Colombia. Inga underarter finns listade i Catalogue of Life.